# Банши (Marvel Comics)
Банши (англ. Banshee), настоящее имя Шон Кэссиди (англ. Sean Cassidy) — персонаж, супергерой комиксов компании Marvel Comics, один из членов команды Люди Икс. Созданный писателем Роем Томасом и художником Вернером Ротом, Банши впервые появился в выпуске X-Men vol. 1 #28 в январе 1967 года.
Родом из Ирландии, мутант Банши обладает способностью создавать сверхзвуковые волны любой длины, порой неуловимые человеческим ухом. Своё имя получил в честь ведьмы банши — персонажа ирландской мифологии, которая обладает мощным криком.
Бывший агент Интерпола и полиции Нью-Йорка, Банши гораздо старше большинства членов Людей Икс и был одним из первых членов команды, а в течение 90-х годов был тренером юношеской команды Поколение Икс.

## Биография
Шон Кэссиди родился в Ирландии, и стал наследником небольшого состояния и замка в Кэссиди Кип. В молодости он женился на Мейв Рурк и получил работу инспектора в Интерполе. Во время одного из заданий Шона, его жена обнаружила, что беременна, и рожает дочь, Терезу Кэссиди. Вскоре Мейв умирает в результате бомбардировки, а брат Шона Том, не найдя способа связаться с ним, берет Терезу на своё попечение. По возвращении, Шон узнает о смерти жены и до того, как его брат успел сказать ему о его дочери, Шон окатывает Тома сильнейшей звуковой волной крика, обвинив его в недостаточной заботе о Мейв. После этого Шон в гневе улетает, а Том клянется отплатить ему и никогда не говорить Терезе о её настоящем отце.
Кэссиди покидает Интерпол и становится внештатным детективом. Злодей по имени Кевин Сидни встречает Шона и предлагает ему вступить в организацию под названием Фактор Три, но узнав об истинных целях Сидни, Шон отказывается. Тем не менее, Фактору Три удалось захватить в плен Шона и заставить его подчинять их приказам и выполнять их миссии. Именно тогда Шон взял себе псевдоним Банши, по аналогии с ведьмой банши из ирландской мифологии. Во время одной из миссий Фактора Три в Нью-Йорке, Шон встречает команду мутантов-супергероев Люди Икс. Профессор Чарльз Ксавьер смог освободить Шона и с их помощью он нанес поражение Фактору Три и присоединился к команде.
Несколько лет спустя, Ксавьер предлагает Банши присоединиться ко второй группе мутантов. Он соглашается и вместе с Профессором Икс, Циклопом, Грозой, Росомахой, Ночным Змеем, Солнечным огнём и Буревестником становится членом команды под названием Новые Люди Икс. Банши участвует во множестве заданий команды и ключевых моментах сюжета, в том числе во время первого появления Феникса и Ши’ар. Тогда же Банши встречает одного из союзников Людей Икс — доктора Мойру МакТаггет и влюбляется в неё. Наряду с этим, Шон часто вступал в конфликты и схватки со своим братом Томом и злодеем Джаггернаутом.
Ненадолго Банши потерял свою способность создавать сверхгромкие звуки, повредив голосовые связки с одной из битв, и решает покинуть Людей Икс, чтобы остаться с Мойрой МакТаггет, но после восстановления своих сил возвращается в команду. Долгое время вместе с Эммой Фрост он был тренером и наставником молодых мутантов в команде Поколение Икс.
Пытаясь спасти самолёт от атаки Вулкана, Банши поднимается в воздух и пытается с помощью воздушных потоков звуковых волн изменить траекторию самолёта, но его силы оказывается недостаточно из-за того, что его горло зажило не до конца после травмы. Самолёт летит прямо на Шона и он сталкивается с ним. Позже Росомаха и Ночной Змей нашли безжизненное тело Банши в деталях разбившегося самолёта и пришли к выводу, что он и все пассажиры погибли.
Позже Банши несколько раз появляется в сюжетных линиях: во время воскрешения нескольких мутантов посредством вируса, во время сюжетной линии «Война Хаоса» и в сюжете «Тёмное правление».

## Силы и способности
Отличительная способность Банши — мощные легкие, горло и голосовые связки, способные создавать звуковые волны различной интенсивности. С их помощью он способен оглушить противника даже сквозь защитные наушники, вызвать тошноту, дезориентацию или потерю сознания. Также, он может создать ударную звуковую волну, которая способна разрушить твёрдые предметы. Используя излучаемые им упругие волны, он может выполнять функции гидролокатора и вывести из строя локационное оборудование или радары противника.
Врождённые особенности тела Шона позволяют ему защищаться от опасного воздействия звуковых волн, однако его тело уязвимо для обычных травм, в случае, если он не использует звуковой щит. Особенности слуха позволяют ему сосредоточиться на конкретном звуке окружающей среды, заглушить его или усилить или же вовсе блокировать. Банши способен летать со скоростью звука, а также брать с собой пассажиров. Шон и его двоюродный брат Томас, известный так же как «Чёрный Том», обладают иммунитетом к способностям друг друга, кроме тех возможностей Тома, которые он получил позже искусственным способом.
Кроме сверхпособностей, Банши обладает навыками тактико-оперативной деятельности, слежки, хорошо владеет оружием и боевыми приемами, которым научился во время своей работы на Интерпол. Отличный преподаватель, стратег и организатор, а также поклонник музыки кантри и игры на пианино.
Как Банши Шон носил синтетические костюмы, которые позволяли избежать трения о воздух, с прикреплёнными к ним крыльями, при помощи которых он может скользить по воздушным потокам, издаваемым его собственными звуковыми волнами.

## Вне комиксов

### Телевидение
- Банши появился в мультипликационном сериале Люди Икс, где был озвучен Джереми Речфордом. По сюжету он противостоял Чёрному Тому Кэссиди и был в отношениях с Мойрой МакТаггерт.

### Кино
- Актёр Джереми Речфорд сыграл роль Банши в телевизионном фильме 1996 года «Поколение Икс». По сюжету, он работает в Школе для одарённых подростков Ксавьера вместе с Эммой Фрост. Его способности в фильме схожи с оригинальными: он может создавать звуковые волны, способные оглушить людей.
- В фильме «Люди Икс 2» его имя и имя его дочери можно увидеть на компьютере Страйкера, когда Мистик копирует файлы о Церебро и Магнето. Его дочь Сирена появляется во втором и в третьем фильме.
- Банши — один из главных персонажей в фильме 2011 года «Люди Икс: Первый Класс». Его роль исполнил актёр Калеб Лэндри Джонс[11].
- Согласно фильму «Люди Икс: Дни минувшего будущего» к моменту 1973 года Банши был уже убит людьми Боливара Траска.[12][13][14]

### Видеоигры
Банши появился как неиграбельный персонаж в игре «X-Men Legends II: Rise of Apocalypse», и был озвучен актёром Куинтоном Флинном.

### Упоминания в поп-культуре
- Банши появляется в американском интернет-меме 2003 года The Juggernaut Bitch!!, который является пародией труппы под названием My Way на одного из врагов Людей Икс — Джаггернаута[15]. Клип стал настолько популярен в интернете, что его линию можно заметить в фильме «Люди Икс: Последняя битва», во время боя Китти Прайд и Джаггернаута. В оригинальной версии пародии все возгласы издаёт Банши, пародируя свою манеру издавать громкий крик в эпизоде мультсериала «Люди Икс» под названием «Сага Феникса, часть 3: Плач Банши», а также говорит, что его «цвета ямайки» (чередующиеся зелёные, жёлтые, чёрные полосы на плаще), защищают его от опасности.
- Появился в двух сериях игрушек — дважды в Marvel Toys и Marvel Legends, представляющих собой фигурки известных персонажей комиксов[16][17][18], а также в 100-м номере журнала коллекционных игрушек в виде персонажей Marvel Comics.